# Ступак, Никита Петрович
Никита Петрович Ступак (3 мая 1987, Златоуст, Челябинская область) — российский лыжник, чемпион России. Мастер спорта России.

## Биография
Начинал заниматься спортом в г. Златоусте, первый тренер В.С. Андреевских, тренер — А. А. Бояринов. С 2003 года жил в Екатеринбурге, тренер — Александр Иванович Пятыгин, позднее в Подмосковье занимался у тренера Сергея Алексеевича Баламутова. На взрослом уровне представляет Свердловскую область и параллельным зачётом Московскую область (г. Химки), а также спортивное общество «Динамо». Специализируется на классическом стиле.
На чемпионатах России завоевал золотую медаль в 2017 году в эстафете в составе сборной Московской области. Также становился серебряным призёром чемпионата страны в 2013 году в командном спринте, в 2017 году — в спринте, в 2018 году — в командном спринте; бронзовым призёром — в 2016 году в командном спринте и в эстафете в составе команды Московской области.
Участвовал в гонках Кубка мира в сезонах 2008/09, 2011/12, 2014/15, 2015/16 (лучший результат — 22-е место в гонке на 50 км), 2017/18.
Победитель и призёр ряда международных и российских турниров, в том числе этапа Кубка Восточной Европы, Кубка Хакасии, гонки «Лыжня России» в Екатеринбурге (2015, 2017), чемпионата ЦФО.

## Личная жизнь
Супруга (с 2019 года) — Юлия Ступак (дев. Белорукова), лыжница, чемпионка Олимпийских игр-2022. Их сын Арсений родился 7 января 2020 года .